# Ectropothecium trichomitrium
Ectropothecium trichomitrium är en bladmossart som beskrevs av Hugh Neville Dixon 1932. Ectropothecium trichomitrium ingår i släktet Ectropothecium och familjen Hypnaceae. Inga underarter finns listade i Catalogue of Life.